# Циганка (окръг Тулча)
Циганка (на румънски: Nifon) е село в окръг Тулча, Северна Добруджа, Румъния. Част е от община Хамчярка.

## Личности
Починали в Циганка
- Тодор Панчалиев (1880 - 1916), сподвижник на Георги Кондолов, участник в двете Балкански и Първата световна война.